# Hexágono do Inverno

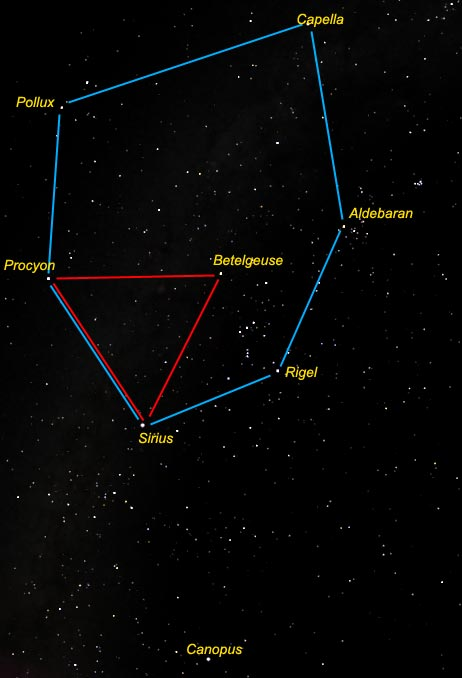
Vermelho = Triângulo do Inverno, Blue = Hexágono do Inverno

O Hexágono do Inverno (Hexágono do Verão no hemisfério Sul) é asterismo com o formato de um hexágono, formado pelas estrelas de Rigel, Aldebaran, Capella, Pollux/Castor, Procyon e Sirius. Na maioria dos locais da Terra (com exceção da Ilha Sul da Nova Zelândia e no sul do Chile e Argentina e mais ao sul), este asterismo é visível no céu, a partir de cerca de Dezembro até Março. Nos trópicos e hemisfério sul, pode ser inclusa a estrela Canopus. É facilmente observada também pelo fato de suas estrelas constituintes terem uma magnitude aparente relativamente alta, variando de −1.47 até 1.96 .

## Triângulo do Inverno
Menor, o triângulo de Inverno (do Verão, para o hemisfério Sul) é um triângulo equilátero, que compartilha cerca de dois vértices (Sirius e Procyon) com o maior asterismo. O terceiro vértice é Betelgeuse. Essas três estrelas são três dos dez objetos mais brilhantes, quando vistos da Terra fora os corpos do sistema solar. Betelgeuse é particularmente fácil de localizar, sendo um no ombro de Orion, que auxilia na busca de astrônomos do triângulo. Uma vez que o triângulo é localizado, o maior hexágono pode ser encontrado. Muitas das estrelas do hexágono também podem ser encontrados independentemente um do outro, seguindo várias linhas traçadas através de várias estrelas de Orion.

## Constelações que fazem parte do hexágono do Inverno
As estrelas do hexágono são partes de seis constelações. Sentido anti-horário em torno do hexágono, começando com Rigel, estes são Orion, Taurus, Auriga, Gemini, Canis Minor e Canis Major.